# Campeonato Mundial de Clubes de Voleibol Masculino de 2013
O Campeonato Mundial de Clubes de Voleibol Masculino de 2013 foi a nona edição do torneio organizado anualmente pela FIVB. Foi disputado entre os dias 15 e 20 de outubro no Ginásio Divino Braga localizado na cidade de Betim, estado de Minas Gerais, Brasil.
A equipe brasileira do Sada Cruzeiro venceu o torneio pela primeira vez. Foi a primeira vez que um clube não italiano venceu o torneio. Além disso, foi a primeira vez, desde 1991 em São Paulo, que o Brasil sediou este evento.

## Formato de disputa
As oito equipes serão dispostas em dois grupos de quatro equipes cujo sorteio ainda será realizado. Todas as equipes se enfrentarão entre si dentro de seus grupos em turno único. As duas primeiras colocadas de cada grupo se classificarão para a fase semifinal, na qual se enfrentarão em cruzamento olímpico. Os times vencedores das semifinais se enfrentarão na partida final, que definirá o campeão; já as equipes derrotadas nas semifinais decidirão a terceira posição.
Para a classificação dentre dos grupos na primeira fase, o placar de 3-0 ou 3-1 garantirá três pontos para a equipe vencedora e nenhum para a equipe derrotada; já o placar de 3-2 garantirá dois pontos para a equipe vencedora e um para a perdedora.

## Direitos de transmissão

### Televisão
O torneio teve transmissão e cobertura dos canais ESPN e do SporTV.

## Equipes participantes
As seguintes equipes foram qualificadas ou convidadas para a disputa do Mundial de Clubes de 2013:
| Equipe                | País                 | Qualificação                          |
| --------------------- | -------------------- | ------------------------------------- |
| ASE Sada Cruzeiro     | Brasil               | CBV (Representante da cidade-sede)    |
| Trentino Volley       | Itália               | Mundial de Clubes 2012 (Convidado)    |
| Lokomotiv Novosibirsk | Rússia               | Liga dos Campeões da Europa 2012/2013 |
| UPCN Voley Club       | Argentina            | Campeonato Sul-Americano 2013         |
| La Romana VC          | República Dominicana | Representante NORCECA                 |
| Kaleh Mazandaran VC   | Irão                 | Campeonato Asiático 2013              |
| Club Sportif Sfaxien  | Tunísia              | Campeonato Africano 2013              |
| Panasonic Panthers    | Japão                | Copa do Imperador 2013 (Convidado)    |

## Primeira fase
No dia 24 de setembro de 2013, a FIVB anunciou o resultado do sorteio de grupos e a tabela de jogos.

### Grupo A
Classificação
|     |                     |     | Jogos | Jogos | Jogos | Pontos | Pontos | Pontos | Sets | Sets | Sets  |
| Pos | Equipe              | Pts | T     | V     | D     | V      | P      | R      | V    | P    | R     |
| --- | ------------------- | --- | ----- | ----- | ----- | ------ | ------ | ------ | ---- | ---- | ----- |
| 1   | UPCN Voley Club     | 8   | 3     | 3     | 0     | 274    | 262    | 1.046  | 9    | 3    | 3,000 |
| 2   | Trentino Volley     | 7   | 3     | 2     | 1     | 283    | 250    | 1.132  | 8    | 4    | 2,000 |
| 3   | Panasonic Panthers  | 3   | 3     | 1     | 2     | 248    | 259    | 0.958  | 4    | 7    | 0.571 |
| 4   | Kaleh Mazandaran VC | 0   | 3     | 0     | 3     | 246    | 280    | 0.879  | 2    | 9    | 0.222 |

Resultados
- Horários UTC-03:00

| Data   | Hora  |                    | Placar |                     | Set 1 | Set 2 | Set 3 | Set 4 | Set 5 | Total  | Relatório |
| ------ | ----- | ------------------ | ------ | ------------------- | ----- | ----- | ----- | ----- | ----- | ------ | --------- |
| 15 out | 14:00 | Trentino Volley    | 3–1    | Kaleh Mazandaran VC | 24-26 | 25-19 | 25-19 | 26-24 |       | 100–0  | 100 – 88  |
| 15 out | 17:00 | UPCN Voley Club    | 3–1    | Panasonic Panthers  | 20-25 | 25-23 | 25-14 | 25-23 |       | 95–0   | 95 – 85   |
| 16 out | 14:00 | Panasonic Panthers | 3–1    | Kaleh Mazandaran VC | 25-19 | 24-26 | 30-28 | 25-16 |       | 104–0  | 104 – 89  |
| 17 out | 14:00 | UPCN Voley Club    | 3–2    | Trentino Volley     | 22-25 | 25–23 | 25–22 | 16-25 | 15-13 | 103–45 | 103–108   |
| 18 out | 14:00 | UPCN Voley Club    | 3–0    | Kaleh Mazandaran VC | 26-24 | 25-22 | 25-23 |       |       | 76–0   | 76-69     |
| 18 out | 20:00 | Trentino Volley    | 3–0    | Panasonic Panthers  | 25-18 | 25-19 | 25-22 |       |       | 75–0   | 75-59     |

### Grupo B
Classificação
|     |                       |     | Jogos | Jogos | Jogos | Pontos | Pontos | Pontos | Sets | Sets | Sets  |
| Pos | Equipe                | Pts | T     | V     | D     | V      | P      | R      | V    | P    | R     |
| --- | --------------------- | --- | ----- | ----- | ----- | ------ | ------ | ------ | ---- | ---- | ----- |
| 1   | Lokomotiv Novosibirsk | 7   | 3     | 3     | 0     | 293    | 268    | 1.093  | 9    | 4    | 2.250 |
| 2   | ASE Sada Cruzeiro     | 7   | 3     | 2     | 1     | 254    | 216    | 1.176  | 8    | 3    | 2.667 |
| 3   | Club Sportif Sfaxien  | 3   | 3     | 1     | 2     | 262    | 281    | 0.932  | 5    | 8    | 0.625 |
| 4   | La Romana VC          | 1   | 3     | 0     | 3     | 216    | 160    | 1.350  | 2    | 5    | 0.400 |

Resultados
- Horários UTC-03:00

| Data   | Hora  |                       | Placar |                       | Set 1 | Set 2 | Set 3 | Set 4 | Set 5 | Total  | Relatório |
| ------ | ----- | --------------------- | ------ | --------------------- | ----- | ----- | ----- | ----- | ----- | ------ | --------- |
| 15 out | 20:00 | ASE Sada Cruzeiro     | 3–0    | La Romana VC          | 25–20 | 25–22 | 25–16 |       |       | 75–58  | 75–58     |
| 16 out | 17:00 | Lokomotiv Novosibirsk | 3–0    | La Romana VC          | 25–20 | 25–23 | 25–17 |       |       | 75–60  | 75–60     |
| 16 out | 20:00 | ASE Sada Cruzeiro     | 3–0    | Club Sportif Sfaxien  | 25–16 | 25–17 | 25–15 |       |       | 75–48  | 75–48     |
| 17 out | 17:00 | Club Sportif Sfaxien  | 3–2    | La Romana VC          | 23–25 | 22–25 | 25–23 | 25-14 | 15-11 | 110–73 | 110-98    |
| 17 out | 20:00 | ASE Sada Cruzeiro     | 2–3    | Lokomotiv Novosibirsk | 25–22 | 21–25 | 25–22 | 19-25 | 14-16 | 104–69 | 104–110   |
| 18 out | 17:00 | Lokomotiv Novosibirsk | 3–2    | Club Sportif Sfaxien  | 25-21 | 20-25 | 25-19 | 22-25 | 16-14 | 108–0  | 108-104   |

## Fase final
- Horários UTC-03:00

|  | Semifinais            | Semifinais            |   |                       | Final                 | Final |  |
|  |                       |                       |   |                       |                       |       |  |
|  | 19 de outubro - 15:00 |                       |   |                       |                       |       |  |
|  | Lokomotiv N.          | 3                     |   |                       |                       |       |  |
|  | Trentino Volley       | 1                     |   |                       |                       |       |  |
|  |                       |                       |   |                       |                       |       |  |
|  |                       |                       |   |                       | 20 de outubro - 16:00 |       |  |
|  |                       |                       |   |                       | Lokomotiv N.          | 0     |  |
|  |                       | Sada Cruzeiro         | 3 |                       |                       |       |  |
|  |                       |                       |   |                       |                       |       |  |
|  |                       |                       |   |                       |                       |       |  |
|  |                       |                       |   |                       | Terceiro lugar        |       |  |
|  | 19 de outubro - 18:00 | 19 de outubro - 18:00 |   | 20 de outubro - 13:00 | 20 de outubro - 13:00 |       |  |
|  | UPCN Voley Club       | 0                     |   | Trentino Volley       | 3                     |       |  |
|  | Sada Cruzeiro         | 3                     |   |                       | UPCN Voley Club       | 1     |  |

### Semifinais

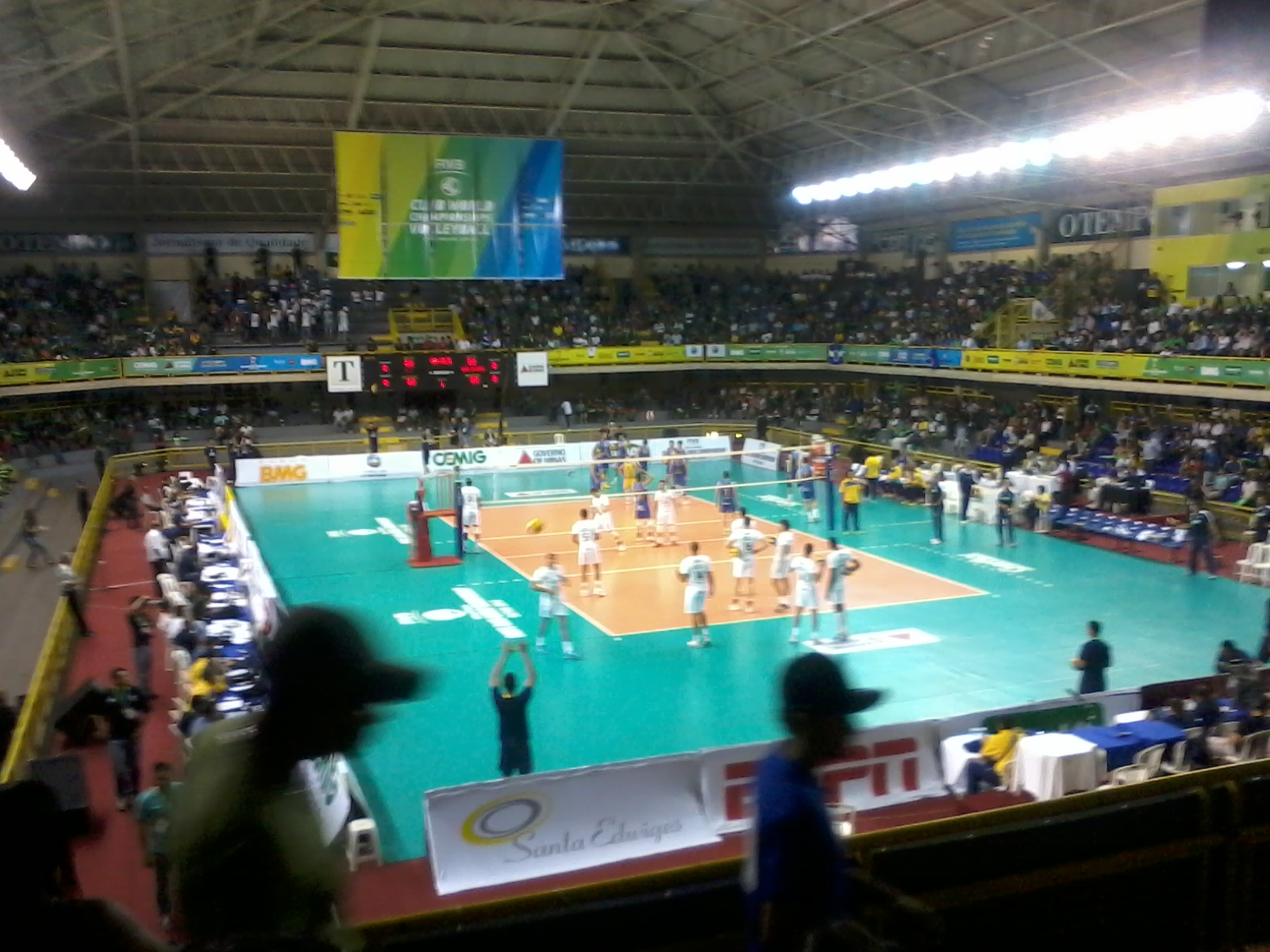
Semifinal entre Sada Cruzeiro e UPCN.)

| Data   | Hora  |                       | Placar |                   | Set 1 | Set 2 | Set 3 | Set 4 | Set 5 | Total  | Relatório |
| ------ | ----- | --------------------- | ------ | ----------------- | ----- | ----- | ----- | ----- | ----- | ------ | --------- |
| 19 out | 15:00 | Lokomotiv Novosibirsk | 3–1    | Trentino Volley   | 25–27 | 25–21 | 26–24 | 25-23 |       | 101–72 | 101–95    |
| 19 out | 18:00 | UPCN Voley Club       | 0–3    | ASE Sada Cruzeiro | 22–25 | 18–25 | 20–25 |       |       | 60–75  | 60–75     |

### Disputa do terceiro lugar
| Data   | Hora  |                 | Placar |                 | Set 1 | Set 2 | Set 3 | Set 4 | Set 5 | Total | Relatório |
| ------ | ----- | --------------- | ------ | --------------- | ----- | ----- | ----- | ----- | ----- | ----- | --------- |
| 20 out | 13:00 | Trentino Volley | 3 – 1  | UPCN Voley Club | 25–22 | 22–25 | 25–21 | 25-19 |       | 97–68 | 97–87     |

### Final

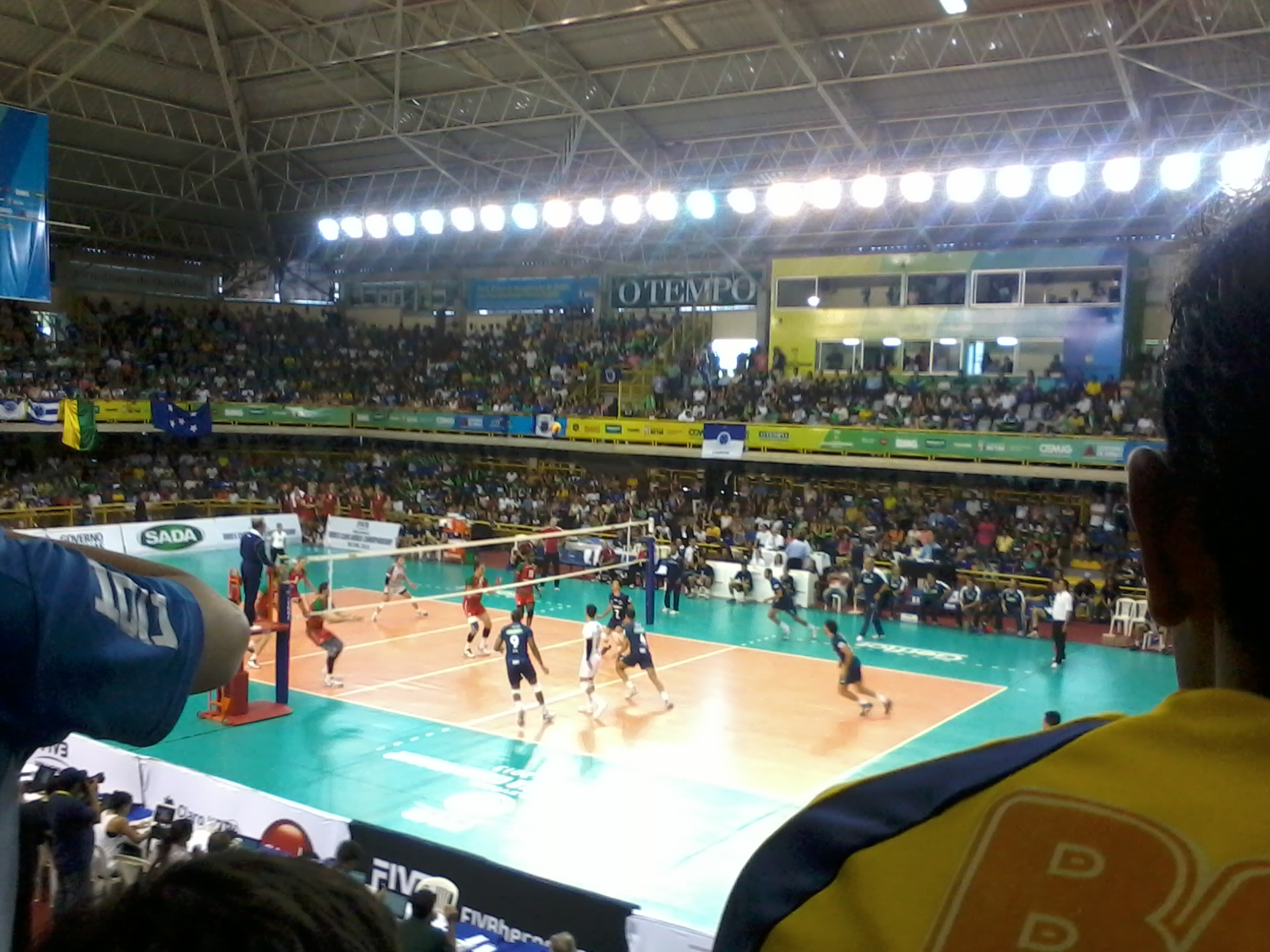
Final entre Sada Cruzeiro e Lokomotiv Novosibirsk

| Data   | Hora  |                       | Placar |                   | Set 1 | Set 2 | Set 3 | Set 4 | Set 5 | Total | Relatório |
| ------ | ----- | --------------------- | ------ | ----------------- | ----- | ----- | ----- | ----- | ----- | ----- | --------- |
| 20 out | 16:00 | Lokomotiv Novosibirsk | 0–3    | ASE Sada Cruzeiro | 20–25 | 19–25 | 20–25 |       |       | 59–75 | 59–75     |

## Premiação

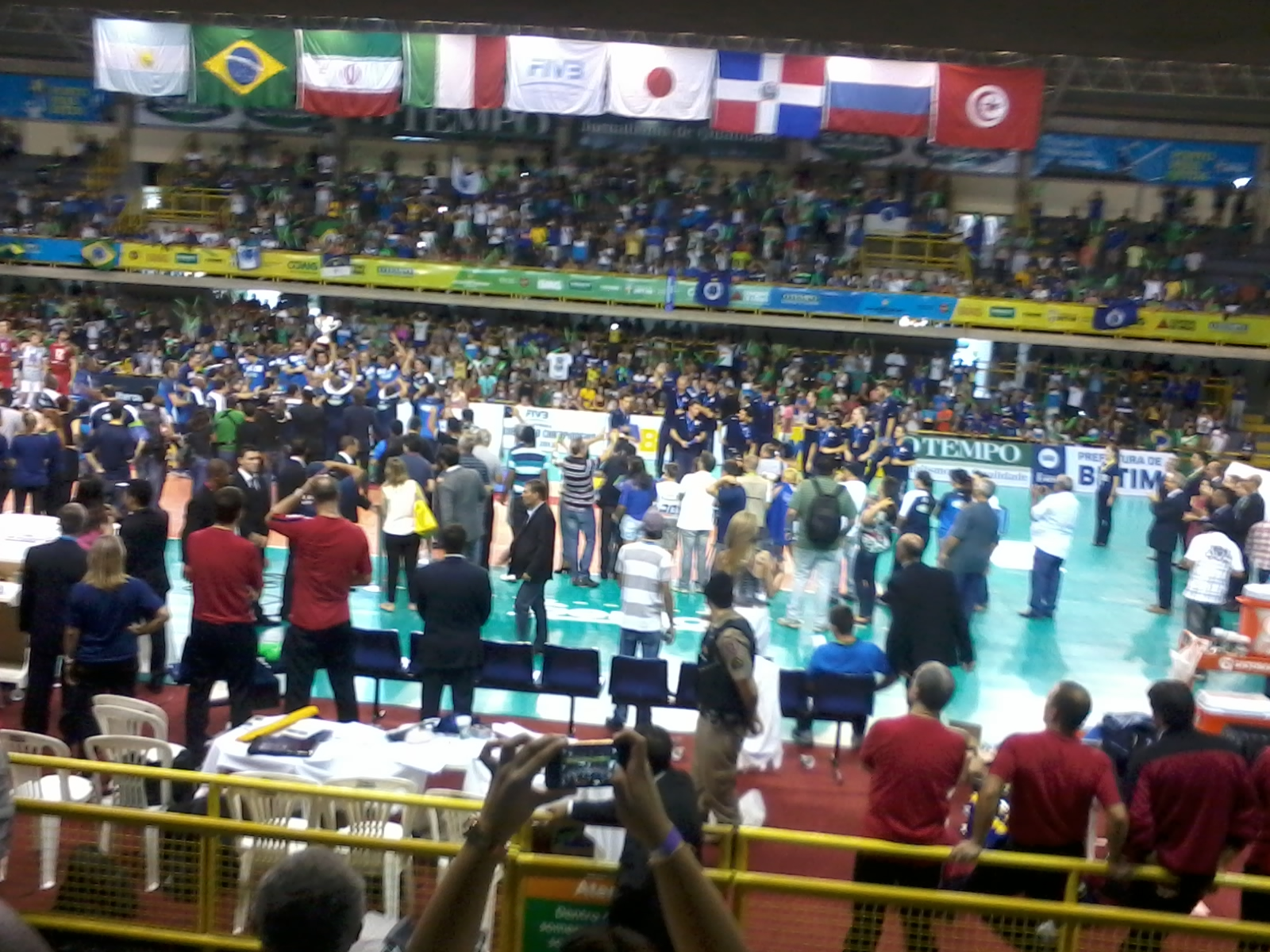
Pódio do torneio

| Campeonato Mundial de Clubes de Voleibol Masculino de 2013 |
| Brasil                                                     |
| ---------------------------------------------------------- |
| ASE Sada Cruzeiro Campeão (1° título)                      |

### Classificação final
| Pos | Equipe                | Confederação |
| --- | --------------------- | ------------ |
| 1   | ASE Sada Cruzeiro     | CSV          |
| 2   | Lokomotiv Novosibirsk | CEV          |
| 3   | Trentino Volley       | CEV          |
| 4   | UPCN Voley Club       | CSV          |
| 5   | Panasonic Panthers    | AVC          |
| 5   | Club Sportif Sfaxien  | CAVB         |
| 7   | La Romana VC          | NORCECA      |
| 7   | Kaleh Mazandaran VC   | AVC          |

## Prêmios individuais
| Prêmio            | Jogador            | Equipe             |
| ----------------- | ------------------ | ------------------ |
| MVP               | Wallace de Souza   | ASE Sada Cruzeiro  |
| Maior pontuador   | Tsvetan Sokolov    | Trentino Volley    |
| Melhor atacante   | José Jorge Júnior  | UPCN Voley Club    |
| Melhor bloqueador | Emanuele Birarelli | Trentino Volley    |
| Melhor sacador    | Wallace de Souza   | ASE Sada Cruzeiro  |
| Melhor receptor   | Takeshi Nagano     | Panasonic Panthers |
| Melhor levantador | William Arjona     | ASE Sada Cruzeiro  |
| Melhor líbero     | Sérgio Nogueira    | ASE Sada Cruzeiro  |
| Melhor ponteiro   | Yoandy Leal        | ASE Sada Cruzeiro  |